# Якби з ким сісти хліба з'їсти…
«Якби з ким сісти хліба з'їсти…» — вірш Тараса Шевченка 1860 року, написаний у С.-Петербурзі.

## Написання та автографи
Зберігся чистовий автограф вірша у «Більшій книжці». Дата в автографі: «4 ноября». Вірш датується дослідниками за автографом та його місцем у «Більшій книжці» серед творів 1860-го: 4 листопада 1860 року, та місцем нааписання — С.-Петербург.

## Публікація
Вперше вірш надруковано в журналі «Основа» 1861 року (№ 6, стор. 4) під рубрикою «Предсмертні думи», з відмінами в рядках 12: «Бо доведеться одуріти» та 14: «На добрім сіялось лану». За першодруком зроблено списки: невідомою рукою в рукописній збірці «Сочинения Т. Г. Шевченка» 1862 року та в рукописній збірці «Кобзар» 1865, переписаній Д. Демченком.
До збірки творів уперше введено у виданні: «Кобзарь Тараса Шевченка / Коштом Д. Е. Кожанчикова» 1867 року (СПб., стор. 658), де подано за першодруком.

## Сюжет
У вірші відбилися настрої і переживання поета, породжені розривом з Л. Полусмаковою, крахом надій на родинне щастя, гірким відчуттям самотності. Тема самотності набирає тут, як і в написаному дещо раніше вірші «Минули літа молодії», трагічного звучання.